# Courosame
Der Courosame war ein Längenmaß im französischen Ostindien. Das Maß war die Wegstunde. Die Namen der Maße sind in der französischen Schreibweise gebraucht worden.
- 1 Courosame/Wegstunde = 2 ½ Najigurés = 2000 Vilcadés = 4157,96 Meter (rund 4158 Meter)
- 3 Courosame = 1 Cadame = 6000 Vilcadés = 12,474 Kilometer
- 4 Courosame = 1 Yosane = 10 Najigurés = 8000 Vilcadés = 16,632 Kilometer

Ein kleineres Maß war der Coupoudoutouram und es galt
- 1 Coupoudoutouram = 200 Vilcadés
- 4 Coupoudoutouram = 1 Najiguré = 800 Vilcadés = 1663,18 Meter

Abgeleitet waren die Maße von einem Grad auf den Äquator und so waren es 6,68 Yosanes oder 8,91 Cadames oder 26,72 Courosame.